# Baross János
Dr. bellusi Baross János (Pilisszántó, 1875. december 21. – Budapest, Józsefváros, 1926. szeptember 7.) politikus.

## Család
Apja Baross Pál II. (szül. 1840. április 30-án Felső-Semberen), királyi tanácsos, édesanyja szenterzsébeti Forster Anna (meghalt 1894. március 11.) voltak. Két testvére volt: bátyja, Baross Károly, a későbbi neves agrárpolitikus és gazdasági író, és húga, Margit (később dr. Drucker Jenőné).

## Élete
Valószínűleg 1897-ben szerzett doktori oklevelet a budapesti tudományegyetemen jog- és államtudományokból. Egyetemi évei alatt (1895-1896) az Egyetemi Lapok felelős szerkesztője volt. Tanulmányai befejeztével rövid ideig Pest-Pilis-Solt-Kiskun vármegye, később pedig Torontál vármegye szolgabírája lett, majd előbb az Országos Statisztikai Hivatal, később pedig a Kereskedelmi Minisztérium segédfogalmazója 1897 és 1900 között. 1899. december 18-án feleségül vette Szivák Irént, kivel Magda nevű leányuk született, 1900. október 4-én. 1900-ban az Országos Magyar Gazdasági Egyesület felkérte a kodifikációs bizottság előadójául, mely pozícióban öt évig maradt. Ugyanebben az évben a parasztbirtokok öröklési jogának tanulmányozása miatt Németországban hosszabb utat tett, melyről műveket is megjelentetett. Az 1901. évi választásokon a Szabadelvű Párt színeiben Csongrád országgyűlési képviselőjévé választották, de a Kúria megsemmisítette mandátumát. Az 1905. évi választásokon újra indult, s ekkor Lovrin országgyűlési képviselője lett a Függetlenségi és 48-as Párt támogatottjaként. Pártja szakadásakor a Kossuth vezette szárnyhoz csatlakozott. Ezalatt a budapesti tudományegyetem agrárpolitikai előadója (1909-1910). 1913-ban elhagyta pártját, de Lovrin képviselője maradt egészen 1918-ig. Nem tudott elszakadni a politikától, így 1922-től ismét képviselő, párton kívüliként képviselte szülőfaluját. 1925-ig volt Pilisszántó országgyűlési képviselője, majd röviddel távozása után meg is halt.

## Munkái
- Idegenek birtokszerzése, Budapest, 1900